# Realme C2
realme C2 — смартфон початкового рівня, розроблений realme. Був представлений 22 квітня 2019 року разом з realme 3 Pro. Також в листопаді 2019 року була представлена нова версія смартфону під назвою realme C2 (2020), що має більшу кількість вбудованої пам'яті і продається лише 2 кольорах: синьому та чорному. 7 січня був представлений realme C2s, що доступний тільки в комплектації 3/32 ГБ та має 1 варінт кольору — чорний.

## Дизайн
Екран виконаний зі скла Corning Gorilla Glass 3. Корпус виконаний з пластику та має візерунок подібний до кристалу.
Знизу знаходяться роз'єм microUSB, динамік, мікрофон та 3.5 мм аудіороз'єм. Зверху розташований другий мікрофон. З лівого боку смартфона розташовані кнопки регулювання гучності та слот під 2 SIM-картки і карту пам'яті формату MicroSD до 256 ГБ. З правого боку розміщена кнопка блокування смартфона.
В Україні realme C2 продавався в 2 кольорах: Diamond Black (чорному) та Diamond Blue (синьому). Також смартфон доступний в кольорах Diamond Sapphire (темно-синій) та Diamond Ruby (червоний).

## Технічні характеристики

### Платформа
Смартфони отримали процесор MediaTek Helio P22 та графічний процесор PowerVR GE8320.

### Батарея
Батарея отримала об'єм 4000 мА·год.

### Камера
Смартфон отримав основну подвійну камеру 13 Мп, f/2.2 (ширококутний) + 2 Мп, f/2.4 (сенсор глибини) з фазовим автофокусом та здатністю запису відео в роздільній здатності 1080p@30fps. Фронтальна камера отримала роздільність 5 Мп, світлосилу f/2.0 (ширококутний) та здатність запису відео у роздільній здатності 1080p@30fps.

### Екран
Екран IPS LCD, 6.1", HD+ (1560 × 720) з співвідношенням сторін 19.5:9, щільністю пікселів 282 ppi та каплеподібним вирізом під фронтальну камеру.

### Пам'ять
realme C2 продається в комплектаціях 2/16, 2/32 та 3/32 ГБ. В Україні була доступна версія лише на 2/32 ГБ.
Версія 2020 року продавався у комплектаціях 2/32 та 3/64 ГБ.
realme C2s продавався в комплектації 3/32 ГБ.

### Програмне забезпечення
Realme C2 та C2 (2020) були випущені на ColorOS 6 Lite на базі Android 9 Pie. Були оновлені до realme UI 1 на базі Android 10.
Realme C2s був випущений на ColorOS 6.1 на базі Android 9 Pie. Був оновлений до realme UI 1 на базі Android 10.